# Joseph-Philippe Guay
Joseph-Philippe Guay (4 octobre 1915 - 30 juillet 2001) était un parlementaire canadien, membre du Parti libéral.
Né à Saint-Vital, au Manitoba, Guay tenait un magasin de chaussures et était représentant pour la compagnie Alfred Lambert Inc. avant de se lancer en politique. Il a été échevin et maire de Saint-Boniface, au Manitoba (1960-1968) et président de l'Association des municipalités urbaines du Manitoba en 1962. Défait à l'élection provinciale de 1966, il se tourne vers la politique fédérale et remporte l'investiture libérale de Saint-Boniface lors de la campagne électorale fédérale de 1968 contre le député sortant, le ministre Roger-Joseph Teillet. Il a été réélu aux élections générales et a été réélu en 1972 et 1974.
Il a occupé de nombreuses fonctions parlementaires, notamment celles de secrétaire parlementaire du ministre des Transports (1972-1974), secrétaire parlementaire du ministre de l’Expansion économique régionale (1974-1975), whip en chef du gouvernement (1975-1977), ministre d’État (Multiculturalisme) (1977), ministre sans portefeuille (1976-1977) et ministre du Revenu national (1977-1978).
En 1978, il est nommé au Sénat pour représenter la division sénatoriale de Saint-Boniface, au Manitoba. Il a pris sa retraite le jour de son 75e anniversaire en 1990.
En 1941 il s'est marié avec Marguerite Bouvier et ils ont eu 7 enfants.
En 1957, il est fait chevalier de l'Ordre de Saint Grégoire le Grand par le pape Pie XII pour son implication dans la levée de fonds pour la construction du Grand séminaire de Saint-Boniface.